# 日本鋼管サッカー部
日本鋼管サッカー部（にっぽんこうかんサッカーぶ）は、かつて存在した日本のサッカーチーム。日本鋼管（現：JFEエンジニアリング）のサッカー部として創設され、同社の事業所があった（現JFE東日本工場京浜地区）神奈川県川崎市を拠点として活動していた。略称は日本鋼管、鋼管、NKK。ユニフォームは当初は水色を基調としていたが、1986年からは白と黒の縦縞。1988年にNKKと改称された際には赤を基調とした物へ変更された。
1932年に日本鋼管サッカー部として創設。1965年の第1回全国社会人サッカー選手権大会で優勝。1966年の第2回全国社会人サッカー選手権大会で準優勝。1967年より日本サッカーリーグ（JSL）に加入した。Jリーグには参加せず、ジャパンフットボールリーグ(JFL)に参加したが1993年シーズンをもって廃部した。

## 歴史
1932年に同好会として発足したのが日本鋼管サッカー部の始まりである。1933年には対外試合を行うようになり、1935年に会社から部として認められた。1935年に関東実業団リーグに加盟、1938年に同1部に昇格した。1948年、系列の清水造船から数人を補強したチームで第1回全国実業団選手権大会に参加した。1955年、明治神宮外苑競技場で行われた第1回府県対抗選手権（この大会は第1回のみで終わった）にて日立を決勝で3-2で下し、初めて全国規模の大会に優勝した。同じ年には都市対抗選手権でも決勝に進んだが、東京クラブに2-5で敗れた。
1965年の日本サッカーリーグ(JSL)発足にあたっては鋼管にも加盟の話があったが、会社の経営状況が芳しくないこと、既に他のスポーツの部活動に注力しているといった事情から発足メンバー入りは見送られた。1965年の第1回全国社会人サッカー選手権大会で優勝し、入れ替え戦でJSL最下位の名古屋相互銀行と対戦したが敗北。1966年の第2回全国社会人サッカー選手権大会では浦和クラブに次ぐ準優勝となり、再び入れ替え戦で対戦することになった名相銀に勝利をおさめ（第1戦3-2、第2戦2-1）、JSL入りを決めた。
JSL加入後は毎年のように下位に沈み、1967年、1968年、1970年、1971年、1973年、1975年に入れ替え戦に進んだが、いずれも残留を決めた。1969年度には、のちに4度のベストイレブンに選出された藤島信雄が加入。1972年度の天皇杯では準決勝に進んだ。1979年、入れ替え戦でヤマハに敗れて（第1戦：0-0、第2戦：1-2）初のJSL2部降格が決まった。
1980年、JSL2部では4位に終わったもののJSLカップに優勝した。1981年、JSL2部に優勝して1部復帰を決め、同年度の天皇杯では決勝で読売クラブを2-0で破り初優勝を果たした。1982年のJSL1部では最下位となり降格したが、1983年のJSL2部では独走状態で優勝して1部に復帰した。
1985年のJSL1部ではクラブ史上最高成績の2位をマークし、以降3シーズン連続で2位につけた。この時期のチームにはGK松井清隆、DF田中孝司、FW松浦敏夫といった日本代表クラスの選手が揃っていた。しかしその後は再び下位に沈み、1990-91シーズンに最下位となってJSL2部に降格した。すでに他クラブには多くのプロ選手がいる時代だったが、NKKではいまだに選手全員が午後2時まで一般業務をこなしてからサッカー部の活動を行うという環境だった。
Jリーグには参加せず、1992年からはジャパンフットボールリーグ（旧JFL）に参加。主力選手がJリーグのクラブに流出したこともあり、1992年のJFL1部では最下位（10位）となり、2部に降格した。1993年はJFL2部で3位。すでに翌年の体制や新人選手の加入も決まっていたが、シーズン終了後の12月末になって選手およびスタッフに休部が告げられた。休部当時にコーチだった倉又寿雄によれば、宮城県仙台市に移転してJリーグクラブを目指すという話もあったが、会社側はそれを拒否したという。

## 略歴
- 1932年 創設
- 1965年 全国社会人サッカー選手権大会で優勝
- 1967年 日本サッカーリーグ（JSL）1部昇格
- 1980年 JSL2部降格
- 1982年 JSL1部昇格
- 1983年 JSL2部降格
- 1984年 JSL1部昇格
- 1988年 NKKサッカー部に改称
- 1991年 JSL2部降格
- 1992年 ジャパンフットボールリーグ（JFL）参加
- 1993年 JFL2部降格、廃部

## タイトル

### リーグ戦
- 日本サッカーリーグ1部
  - 準優勝：3回（1985年、1986-87年、1987-88年）
- 日本サッカーリーグ2部
  - 優勝：2回（1981年、1983年）

### カップ戦
- 天皇杯全日本サッカー選手権大会
  - 優勝：1回（1981年）
- JSLカップ
  - 優勝：2回（1980年、1987年）
- 全国社会人サッカー選手権大会
  - 優勝：1回（1965年）[2]
  - 準優勝：1回（1966年）[2]
- 府県対抗選手権
  - 優勝：1回（1955年）[2]
- 全国都市対抗サッカー選手権大会
  - 準優勝：1回（1955年）[2]

## 戦績
| 年度    | 所属   | 順位 | 勝点 | 勝             | 分          | 敗            | 得点 | 失点 | 監督       |
| ------- | ------ | ---- | ---- | -------------- | ----------- | ------------- | ---- | ---- | ---------- |
| 1967    | JSL    | 7位  | 5    | 2              | 1           | 11            | 16   | 40   | 千田進     |
| 1968    | JSL    | 8位  | 3    | 0              | 3           | 11            | 10   | 46   | 千田進     |
| 1969    | JSL    | 6位  | 11   | 4              | 3           | 7             | 18   | 32   | 千田進     |
| 1970    | JSL    | 7位  | 8    | 3              | 2           | 9             | 14   | 38   | 千田進     |
| 1971    | JSL    | 7位  | 8    | 2              | 4           | 8             | 11   | 23   | 田中孝     |
| 1972    | JSL1部 | 5位  | 13   | 4              | 5           | 5             | 15   | 18   | 田中孝     |
| 1973    | JSL1部 | 9位  | 12   | 4              | 4           | 10            | 24   | 32   | 田中孝     |
| 1974    | JSL1部 | 7位  | 17   | 6              | 5           | 7             | 24   | 28   | 田中孝     |
| 1975    | JSL1部 | 9位  | 11   | 4              | 3           | 11            | 15   | 32   | 田中孝     |
| 1976    | JSL1部 | 6位  | 20   | 6              | 8           | 4             | 22   | 21   | 上田稔     |
| 1977    | JSL1部 | 8位  | 20   | 3              | 3PK勝 2PK敗 | 10            | 28   | 27   | 上田稔     |
| 1978    | JSL1部 | 7位  | 30   | 7              | 0PK勝 2PK敗 | 9             | 19   | 21   | 上田稔     |
| 1979    | JSL1部 | 9位  | 10   | 1              | 1PK勝 4PK敗 | 12            | 17   | 43   | 上田稔     |
| 1980    | JSL2部 | 4位  | 20   | 7              | 6           | 5             | 23   | 17   | 千田進     |
| 1981    | JSL2部 | 優勝 | 26   | 11             | 4           | 3             | 42   | 22   | 千田進     |
| 1982    | JSL1部 | 10位 | 11   | 1              | 9           | 8             | 12   | 23   | 千田進     |
| 1983    | JSL2部 | 優勝 | 30   | 13             | 4           | 1             | 39   | 12   | 福村吉正   |
| 1984    | JSL1部 | 8位  | 14   | 4              | 6           | 8             | 16   | 23   | 福村吉正   |
| 1985    | JSL1部 | 2位  | 28   | 13             | 2           | 7             | 39   | 22   | 福村吉正   |
| 1986-87 | JSL1部 | 2位  | 29   | 11             | 7           | 4             | 30   | 17   | 福村吉正   |
| 1987-88 | JSL1部 | 2位  | 30   | 13             | 4           | 5             | 25   | 13   | 福村吉正   |
| 1988-89 | JSL1部 | 10位 | 19   | 3              | 10          | 9             | 17   | 31   | 福村吉正   |
| 1989-90 | JSL1部 | 8位  | 24   | 5              | 9           | 8             | 16   | 32   | 岡村新太郎 |
| 1990-91 | JSL1部 | 12位 | 11   | 2              | 5           | 15            | 16   | 39   | 岡村新太郎 |
| 1991-92 | JSL2部 | 4位  | 60   | 18             | 6           | 6             | 51   | 24   | 岡村新太郎 |
| 1992    | JFL1部 | 10位 | 11   | 2              | 5           | 11            | 12   | 32   | 松浦敏夫   |
| 1993    | JFL2部 | 3位  | _    | 14 (2延長 1PK) | _           | 4 (2延長 1PK) | 37   | 17   | 松浦敏夫   |

## 歴代監督
- 1949年- 片岡次夫[2]
- 1953年- 津村信正[2]
- 1955年- 酒井繁雄[2]
- 1956年- 竹尾正[2]
- 1958年- 早川純生[2]
- 1962年-1966年 高森泰男
- 1967年-1971年 千田進
- 1971年-1976年 田中孝
- 1976年-1979年 上田稔
- 1980年-1982年 千田進
- 1983年-1989年 福村吉正
- 1989年-1992年 岡村新太郎
- 1992年-1993年 松浦敏夫

## 日本鋼管サッカー部出身の主な選手
- 松井清隆：元日本代表
- 井沢千秋
- 岡村新太郎
- 田中孝司：元日本代表
- 木寺浩一：元日本ユース代表
- 梅山修
- 伊藤哲也
- 神田勝夫：元日本代表
- 神田勝利
- チェローナ：元エルサルバドル代表
- 藤島信雄：元日本代表
- 松浦敏夫：元日本代表
- 藤本貢壽
- 倉又寿雄：元日本代表
- 浅岡朝泰：元日本代表
- 望月聡：元日本代表
- 山崎慎治：元日本ユース代表
- 中本邦治：元日本代表
- マルシオ
- 佐藤昌吉
- 左近充辰治
- 藤代伸世：元日本代表
- 磯田由和：元日本ユース代表
- 高森泰男：元日本代表
- 米倉誠：元日本代表

## 表彰
JSL1部
- ベストイレブン
  - 1971 藤島信雄
  - 1976 藤島信雄(2)
  - 1977 藤島信雄(3)
  - 1978 藤島信雄(4)
  - 1984 松井清隆
  - 1985 松井清隆(2)、浅岡朝泰
  - 1986-87 松浦敏夫
  - 1987-88 松浦敏夫(2)
- 得点王
  - 1986-87 松浦敏夫
  - 1987-88 松浦敏夫(2)
- アシスト王
  - 1985 浅岡朝泰

JSL2部
- ベストイレブン
  - 1991-92 望月聡
- 得点王
  - 1983 松浦敏夫
- アシスト王
  - 1983 山本欣也、松浦敏夫